# Deutsche Zeitung
Deutsche Zeitung foi um periódico editado na cidade brasileira de Porto Alegre. Seu primeiro exemplar foi publicado em agosto de 1861, e o último em 1917, devido à entrada do Brasil na Primeira Guerra Mundial.
Foi administrado por comerciantes germânicos estabelecidos em Porto Alegre: Franz Lothar de la Rue (presidente), Wilhelm Ter Brüggen, Friedrich Hänsel, Julius Wollmann, Richard Huch, Jakob Rech e Emil Wiedemann. Ter Brüggen foi o primeiro redator-chefe, até que em fevereiro de 1862, chegou da Alemanha o redator profissional Theodor Oelckers, que porém demitiu-se depois de cinco meses. O cargo foi então ocupado, depois de um tempo, por Theodor Freiherr von Varnbühler, ex-diretor da Colônia Leopoldina.
Em 1863 foi envolvido em forte polêmica, quando Theodor von Varnbühler publica um texto dando razão à Inglaterra na Questão Christie em detrimento do Brasil. Os diretores do jornal, Wilhelm Ter Brüggen e Friedrich Hansel, são então chamados a depor. Theodor é demitido do cargo e Carlos von Koseritz assume a direção. Von Koseritz, apesar de desconhecido na cidade e inexperiente no cargo, faz com que o jornal tenha um rápido desenvolvimento, imprime também ao jornal uma forte tendência germânica e anticatólica. Os ataques à igreja católica e aos jesuítas em particular, causaram tal impacto que levaram ao surgimento do jornal Deutsches Volksblatt pró-católico, em 1871.
Em 1881, Koseritz, devido a um texto publicado no jornal contra a Exposição Brasileira-Allemã, que ele mesmo estava organizando, escrito por Wilhelm Ter Brüggen, pede demissão e funda seu própria jornal. Com a saída de Koseritz o jornal entrou em crise, com uma perda acentuada de leitores, de que levou vários anos para se recuperar. Neste período o principal quotista do jornal, Ter Brüggen, e os outros proprietários começaram a se desfazer de suas quotas. Cäsar Reinhardt, que havia começado no jornal como tipógrafo, chegou a diretor técnico, virando principal proprietário em 1883.
Entre 1882 e 1886, foi redator do Deutsche Zeitung, Hans von Franckenberg, quando foi substituído por Wilhelm Schweitzer. Schweitzer desenvolveu o jornal, e de 1893 em diante, o jornal entrou em sua segunda grande fase, com Arno Philipp.
Outro colaborador do jornal foi Maximilian Beschoren, que enviava notícias de viagens no interior do estado. Enquanto Otto Stieher enviava notícias da Guerra do Paraguai.